# Vinzenz Stern
Vinzenz Stern (1659 Villingen – 5. dubna 1726 Cheb), též uváděný jako Vincenz Stern, byl německý františkán, který strávil část svého života v Chebu ve františkánském klášteře náležejícím administrativně do německé štrasburské řádové provincie. Působil též v Jeruzalémě a byl spisovatelem duchovní literatury.

## Život
Vinzenz Stern se narodil v roce 1659 ve Villingen v Bádensku. Jeho první pobyt v chebském klášteře spadá do let 1684 až 1686, kdy zde působil jako kazatel. V 90. letech se zřejmě dále vzdělával nad úroveň průměrného řeholního kněze, neboť o pár let později byl vyslán na pobyt do františkánské kustodie ve Svaté zemi (Palestině). Současně ještě do roku 1695 zastával funkci kvardiána kláštera v Bambergu. Ve Svaté zemi strávil celkem osm let v období 1696 až 1703. Později (snad někdy v období 1703–1705) byl kvardiánem kláštera v Pasově a letech 1705–1706 představeným konventu františkánů v Chebu. V letech 1708–1711 působil jako kustod štrasburské františkánské provincie a od roku 1714 byl jejím definitorem. V témže roce je opět doložen v Chebu, kde působil oficiálně jako zpovědník klarisek, jistě však rovněž kázal a věnoval se jiným pastoračním aktivitám. V Chebu rovněž tehdy poprvé vydal svou modlitební knihu. Provinční kapitulou německých františkánů získal v roce 1717 čestný titul „kvardián ve výsluze“ (guardianus emeritus), působil též jako zpěvák („chorista“). V blíže neuvedeném místě a období vychovával řádový dorost jako magistr noviců. Nejméně od roku 1723 až do své smrti byl představeným kaple Božího hrobu při františkánském chrámu v Augsburgu, oblíbeného náboženského místa augburských měšťanů. Pro svou pastorační a spirituální činnost si Stern shromáždil nevelkou osobní knihovničku s modlitbami a tituly pro podporu duchovního života. Zemřel 5. dubna 1726 v Chebu.

## Dílo
Vinzenz Stern byl autorem modlitební knížky Nova et vetera devotionalia ad majorem Dei, Deiparaeque Gloriam. V první, latinské verzi díla, kterou vytiskl chebský tiskař Johann Franz Fritsch v roce 1717, jsou na 241 stranách zahrnuty jen první čtyři díly titulu. Jelikož Stern náležel do štrasburské provincie, prováděli teologickou aprobaci a svolení k tisku františkáni z této provincie, mezi jinými též Kilian Kazenberger a Gamaliel Peter, v té době oba lektoři teologie v chebském klášteře. Text doplňuje několik mědirytů: před titulní stranou řeholníci v zahradě provádějící různé činnosti odpovídající kapitolám knihy s nápisovými páskami u úst nebo Panna Maria Královna uprostřed textu. Dílo bylo autorem dedikováno hraběti Leopoldu Adolfu z Písnic, držitele panství Hřebeny a hradu Hartenberg, který zřejmě stejně jako ostatní členové rodu františkány a snad i vydání této knihy podporoval.
Po prvotní latinské verzi se záhy objevila i německá podoba díla: Neu- und alte Andachten. Zahrnuje všech šest částí práce, které ovšem byly tištěny jako samostatné knihy, a to stále v Chebu v dílně Johanna Franze Fritsche a jeho otčíma Johanna Augustina Orwanského opakovaně v letech 1718 až 1740. Skrze německý jazyk se mělo dílo bezpochyby stát dostupnější pro laické věřící neznalé latiny. Podle odlišných nadpisů kapitol u německé podoby nelze vyloučit i hlubší přepracování textu než jen samotný překlad. Stejně tak možnou příčinou pro samostatné vydávání jednotlivých dílů byla nižší cena těchto útlejších svazků o třiceti až osmdesáti stranách a tím i lepší dostupnost. Jednotlivá chebská „vydání“ ze zmíněných let 1718 až 1740 nenaznačují, že by titul byl jako celek opakovaně distribuován v jednotlivých (číslovaných) vydáních, jak je známe z moderní knižní produkce. Tiskaři patrně začali obnoveně tisknout s pozměněným rokem na titulní straně, jakmile bylo staré vydání dílu rozprodáno. Opakovaná vydání naznačují nemalou popularitu tohoto Sternova díla. Jeho jednotlivé části dle německé verze zahrnují témata:
1. modlitba růžence,
2. modlitby umírajících, se zvláštním důrazem na zahrnutý „mariánský žaltář“,
3. směřování ke ctnostem s mottem růžové zahrady,
4. texty k povzbuzení zarmoucených a trpících s mottem Ježíšových slov na kříži „Otče, Otče, proč jsi mne opustil?“,
5. texty k Vánocům, včetně modlitby františkánů před jesličkami a dalších rozjímání před betlémem,[15]
6. texty na Velikonoce, včetně bohoslužby, kterou františkáni sloužili v Jeruzalémě.[16]

Svou knihu Vinzenz Stern zřejmě ze skromnosti publikoval anonymně – na titulní straně je s výjimkou posledních dvou německých dílů zaznamenán jen Sternův akronym. Schválení řádových teologů a představených na dalších stranách díla nicméně uvádí plné Sternovo jméno, což naznačuje nesouhlas řádu s pozůstáváním autora v utajení, anebo ocenění jeho osobních kvalit.